# VS System
VS System ist ein Sammelkartenspiel im Stil von Superhelden-Comics.
Upper Deck Entertainment brachte das VS System in den USA 2003 auf den Markt, zunächst als Marvel TCG. Es basiert auf den Superhelden der Comics aus den Verlagen Marvel und DC Comics. Genau genommen handelt es sich um zwei Sammelkartenspiele (Marvel TCG und DC Comics TCG), die jedoch identische Regeln haben und deren Karten aufgrund der identischen Regeln und begünstigt durch die einheitliche Gestaltung der Kartenrückseiten beliebig gemischt werden dürfen.
Im Gegensatz zum Yu-Gi-Oh!-Sammelkartenspiel, das sich begleitend zu einer Fernsehserie vornehmlich an Kinder und Jugendliche richtet, ist beim VS. System die Zielgruppe merklich älter, was sich auch dadurch bemerkbar macht, dass für letzteres Turniere veranstaltet werden, bei denen Preisgelder bis zu 10.000 US-Dollar ausgeschüttet werden.
Ein paar Entwickler des VS Systems arbeiteten ursprünglich bei Wizards of the Coast, einem Wettbewerber von Upper Deck Entertainment, an dem Sammelkartenspiel Magic: The Gathering. So erklärt es sich wohl auch, dass das VS System manchen Spielern in Regeln und Spielmechanik wie eine Weiterentwicklung von Magic erscheint.